# A8(M) motorway

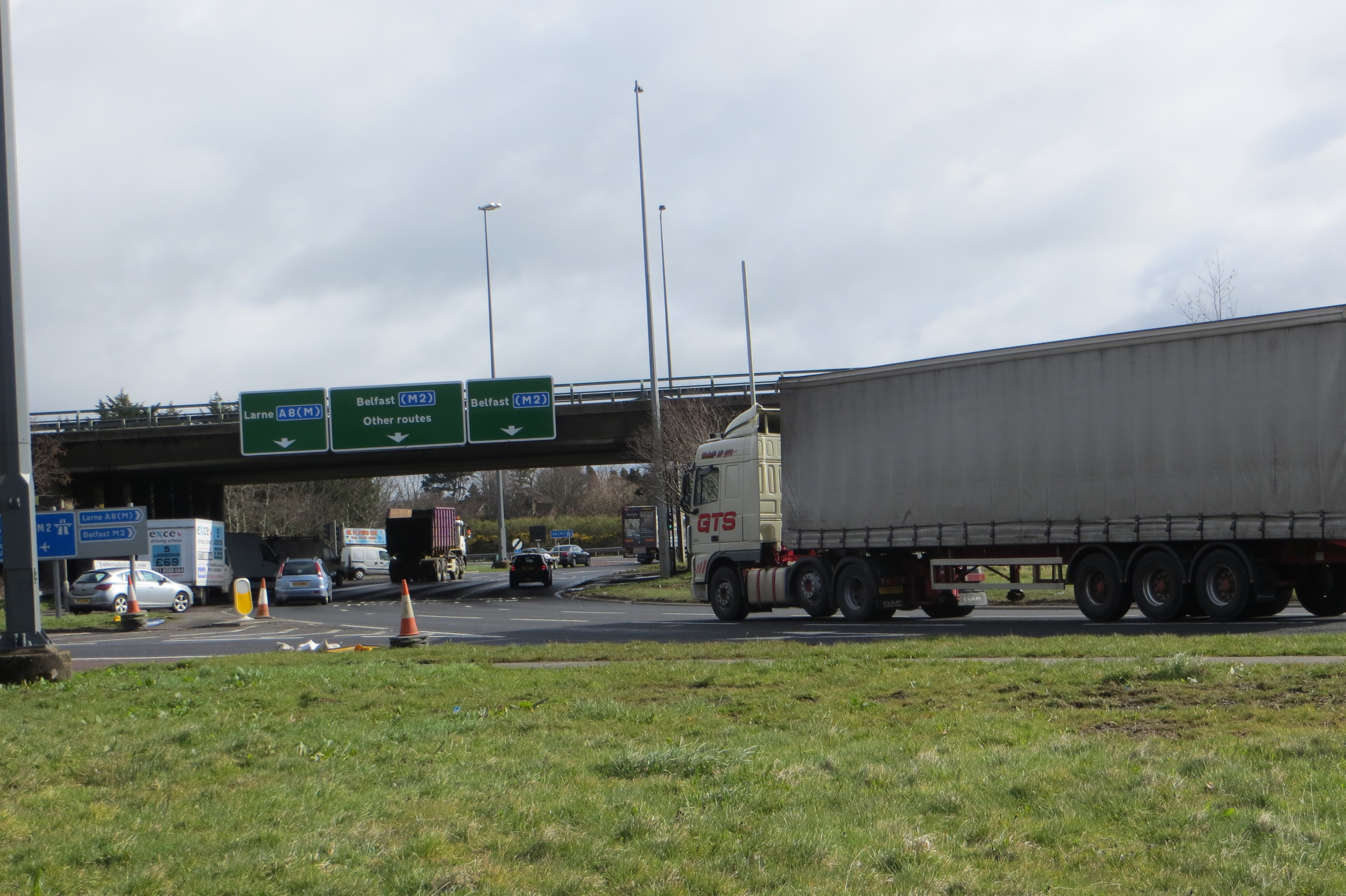
Beginn am Sandyknowes Roundabout

Die A8(M) (englisch M für ‚Motorway‘) ist eine Autobahn in Nordirland. Sie ist mit einer Länge von rund 1600 Metern die, nach der M3, zweitkürzeste des Landes und liegt vollständig im Distrikt Antrim and Newtownabbey.

## Lage
Die Autobahn liegt im nordwestlichen Randbereich des Verdichtungsraumes rund um die nordirische Hauptstadt Belfast. Südlicher Beginn ist der Sandyknowes Roundabout, ein Verkehrskreisel, der gleichzeitig die Abfahrt Nummer 4 der Autobahn M2 darstellt. Von hier aus führt sie nach Norden, um nach 1,6 Kilometern ohne weitere Abfahrt den Kreisverkehr am Corrs Corner, eine Hotel- und Gaststättenanlage, zu erreichen. Die Fortsetzung ab hier bildet die A8, die als reguläre Fernstraße ausgewiesen ist. Ihr vierspuriger Ausbau ist seit 2013 im Gange.

## Geschichte
Im Juni 1956 stellte der nordirische Handelsminister, Lord Glentoran, die erweiterte Planung eines Entwurfes aus dem Jahre 1946 zum Aufbau eines Autobahnnetzes in Nordirland vor. Eine der neu vorgesehenen Strecken sollte von Belfast in nordwestlicher Richtung bis Ballymena führen. Wie in Nordirland üblich wurde mit dem Bau dieser als M2 betitelten Strecke an einer Stelle begonnen, die die höchste örtliche Entlastungswirkung versprach. Noch während der Errichtung dieses ersten Teilstücks stellte sich aber heraus, dass die geplante Streckenführung in Richtung Ballymena über die Ausläufer der Antrim Mountains wegen der geologischen Verhältnisse schwieriger war als gedacht. Daher wurde die M2 ab dem Sandyknowes Roundabout umgeplant auf eine südlichere Führung über Antrim. Die A8(M) wurde im Oktober 1966 dem Verkehr übergeben, zeitgleich mit dem in Richtung Belfast angrenzenden Abschnitt der M2 bis zur Ausfahrt Greencastle. Die Weiterführung der M2 auf der neuen Trasse wurde im September 1975 in Betrieb genommen.

## Bedeutung
Über die Autobahn und die nördlich angrenzende A8 verläuft der Verkehr zwischen Belfast und der Hafenstadt Larne. Sie ist Teil der, im Vereinigten Königreich generell nicht ausgeschilderten Europastraßen E1 und E16. Von Bedeutung ist sie auch als Zubringer für den Tourismus in den südlichen Teilen Antrim Mountains. Gleichzeitig dient sie als Umfahrungsstraße der Ortschaften Carnmoney und Glengormley, durch die die A8 ursprünglich führte.